# Rózhyshche
Rózhyshche (ucraniano: Ро́жище; polaco: Rożyszcze; yidis: ראזשישטש Rozhishch) es una ciudad de Ucrania perteneciente al raión de Lutsk de la óblast de Volinia.
En 2022 la ciudad tenía 12 483 habitantes. Desde la reforma territorial de 2020 es sede de un municipio, que tiene una población total de unos veintiséis mil habitantes e incluye 36 pedanías: el asentamiento de tipo urbano de Dubyshche y 35 pueblos.
Se ubica a orillas del río Styr, unos 10 km al norte de Lutsk, junto a la carretera M19 que lleva a Kóvel. La carretera M19 se cruza aquí con la T0309 de Turiisk a Kívertsi, y con la T1802 de Torchyn a Kolky.

## Historia
Se conoce la existencia de la localidad en documentos desde 1322, cuando Liubartas entregó el señorío a la parroquia de su castillo en Lutsk. Posteriormente el señorío pasó a ser de los obispos de Lutsk durante tres siglos. En 1567, Segismundo II Augusto Jagellón concedió a la ciudad el Derecho de Magdeburgo. En la partición de 1795, la ciudad pasó a ser un miasteczko del Imperio ruso, que la desarrolló como un núcleo comercial con la llegada de numerosos nuevos habitantes alemanes y judíos. En 1873 se abrió aquí una de las primeras estaciones de ferrocarril de la gobernación de Volinia. La localidad resultó casi completamente destruida en la Segunda Guerra Mundial, y fue repoblada en los años posteriores por la RSS de Ucrania como un asentamiento de tipo urbano habitado por ucranianos étnicos. Recuperó el estatus de ciudad en 1989. Hasta 2020 fue la capital de su propio raión.